# Fraine (Pisogne)
Fraine è una frazione montana del comune di Pisogne, in bassa Val Camonica, provincia di Brescia.

## Geografia fisica

### Territorio
È localizzata lungo la strada che collega Pisogne a Pezzaze attraverso il colle di San Zeno a 9 km dal capoluogo comunale e a 5 km dagli impianti sciistici della Val Palot.
Era una strada militare di grande importanza e notevole traffico resa carrozzabile nel 1934.

## Monumenti e luoghi d'interesse

### Architetture religiose
Nell'antico centro abitato spicca la chiesa parrocchiale che è dedicata al patrono del paese San Lorenzo, è stata ampliata verso il 1750 dall'architetto Luca Lucchini di Certenago. Terminati i lavori di ampliamento la decorazione pittorica degli interni fu affidata in gran parte al noto pittore Carlo Innocenzo Carloni già attivo nelle maggiori fabbriche ecclesiastiche della Milleuropa e conteso dalle corti e dai principi vescovi della Boemia e dell?austria spingendosi fino a Praga.
Fuori dall'abitato si trova il Santuario, edificato nel XVI secolo, dedicato alla Visitazione di Maria ad Elisabetta che viene chiamato Madonna delle Longhe.

## Origini del nome
Il nome discende probabilmente dal dialettale frér, che indica luogo con miniere di ferro.

## Storia

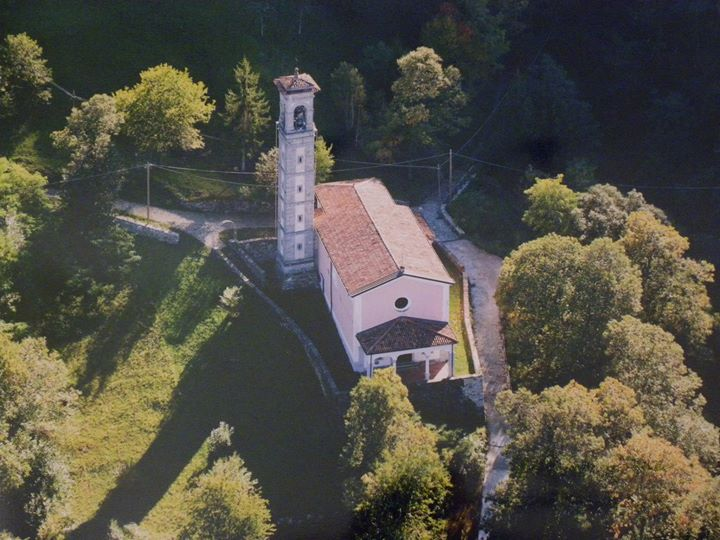
Santuario della Madonna delle Longhe situato all'ingresso dell'abitato di Fraine e circondato da castagneti.

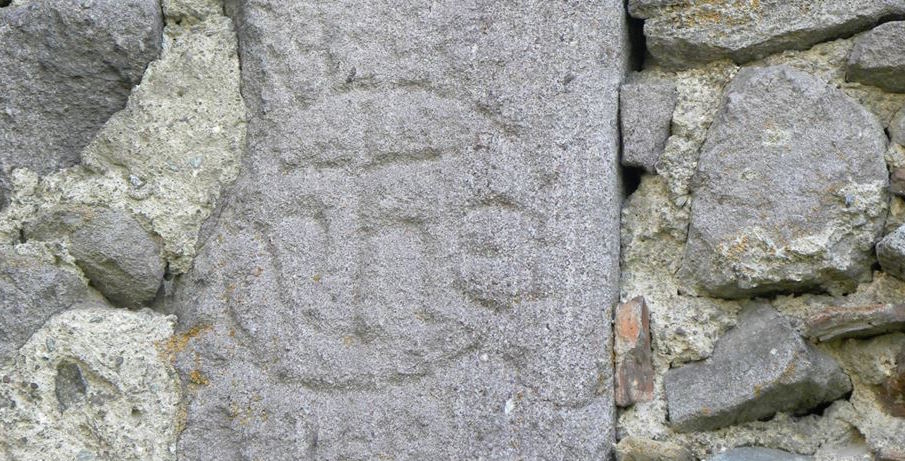
Incisione del cristogramma Bernardino IHS su concio di Verrucano Lombardo, pietra che caratterizza fortemente l'edilizia di Fraine

Come Grignaghe, l'insediamento di Fraine dovrebbe essersi formato in relazione allo sfruttamento minerario della zona, lungo una delle antiche strade d'accesso alla Val Camonica da Brescia, attraverso la Val Trompia ed il Colle di San Zeno. È significativo che sia proprio la valle di Fraine il luogo dove nel 1299 sono indicate le principali attività legate all'estrazione del ferro. L'abitato ha una certa estensione, e già nel 1299 doveva essere relativamente ampio, se all'atto finale del designamento dei beni e dei diritti vescovili a Pisogne intervengono da Fraine e Sonvico, 47 capifamiglia. In quest' epoca risulta console del comune di Pisogne Alberto Paci della Torre di Fraine, citato anche fra gli artigiani del ferro. Fra le strutture materiali quelle attribuibili ad epoca medievale sono diffuse in tutto l'abitato, facendo pensare ad un periodo di popolamento relativamente intenso, protrattosi fino al 1400, e ad un successivo rallentamento, con un conseguente calo dell'attività edilizia ed un arresto dell'espansione dell'edificato. Dalla mappa della Toponomastica, derivata come di consueto dai dosumenti del Catasto Lombardo Veneto, si ricava indirettamente la notizia di una frana che aveva interessato la parte occidentale dell'abitato, mentre è documentata la presenza di un pozzo e di un torchio, anche se in questo caso, data la quota e l'esposizione a nord di Fraine è improbabile che si tratti di una macchina legata alla Viticoltura: potrebbe trattarsi invece di un torchio per noci, usato per estrarre olio per uso domestico, come verificato frequentemente nelle zone montane. La contrada centrale è quella della Piazza, dove si trova un bassorilievo del Leone di San Marco; l'ultima icona della dominazione della Repubblica di Venezia rimasta in Val Camonica (secondo Bertolini - Panazza, 1994), ritrovato nel 1926 durante i lavori ai muri di sostegno della chiesa parrocchiale e collocato alcuni anni dopo sul muro esterno dell'edificio a sud. Nella contrada Pozzo spicca la presenza di due portali ad arco con iscrizioni. Il primo, ora in esterno, è stato con ogni probabilità rimontato a formare un arco ribassato su una porta più larga dell'originale e sicuramente recente, come testimoniano le spalle di cemento. Uno degli edifici più interessanti è la Casatorre che si trova nella parte nord - est, all'imbocco di Fraine, il margine verso valle conserva alcuni edifici con molte delle caratteristiche originali.
Nel 1442 vi è l'esenzione dei comuni di Pisogne, Fraine e Grignaghe dai dazi sul vino, pane, carne e altri. Nel 1508 vi sono liti con Grignaghe sui confini.
Nel 1630 Fraine pagò un pesantissimo dazio alla Peste con pochissimi superstiti.
Nel 1676 vi fu una grave alluvione con la perdita di molte miniere.

### Ricorrenze
- Il 2 luglio di ogni anno si svolgono solenni festeggiamenti e celebrazioni presso il santuario.
- Il 10 agosto, in occasione della festa del patrono San Lorenzo si svolge la tradizionale Festa dei Brigàncc (festa dei briganti) nel campo sportivo con lo spettacolo del palo della cuccagna.

## Società

### Tradizioni e folclore
Gli scütüm sono nei dialetti camuni dei soprannomi o nomiglioli, a volte personali, altre indicanti tratti caratteristici di una comunità. Gli abitanti di Fraine ne hanno ben tre, rispettivamente: Màrtor, Büli e Brigàncc.
Un'antica leggenda narra della fondazione del paese da una colonia di schiavi dediti all'estrazione del ferro.